# 卡爾·奧托·蘭普蘭
| 1604 Tombaugh | 1931年3月24日 | 列表 |

卡爾·奧托·蘭普蘭（英語：Carl Otto Lampland，1873年12月29日—1951年12月14日）是一名美國天文學家。他參與了羅威爾天文台的兩個太陽系項目，即火星的觀測和X行星的尋找。

## 生平
蘭普蘭出生在明尼蘇達州道奇郡海菲爾德附近。他出生在一個有十個孩子的家庭。他的父親奧勒·海利克森·蘭普蘭（Ole Helliksen Lampland）和母親貝麗特·古利克斯達特·斯卡圖姆（Berit Gulliksdatter Skartum）都出生在挪威。
他先在印第安納州的瓦爾帕萊索普通學校接受教育，並於1899年獲得學士學位。之後，他就讀於印第安納大學布盧明頓分校，1902年獲得天文學學士學位，1906年獲得碩士學位，1930年獲得榮譽法學博士學位。
1902年，他受帕西瓦爾·羅威爾邀請首次前往羅威爾天文台，蘭普蘭與羅威爾密切參與行星觀測。他設計了用於天文學的攝影機，也設計和維護望遠鏡，包括為40吋望遠鏡的鏡面重新鍍銀。他還造出了熱電偶，並用它們來測量行星的溫度。1905年，他為24英吋克拉克望遠鏡設計的相機贏得了皇家攝影協會獎章。他與威廉·科布倫茨一起測量了火星上日夜溫度的巨大差異，這意味著火星大氣層很薄。他發現了小行星1604。1907年，蘭普蘭和羅威爾憑藉他們拍攝的火星照片贏得了皇家攝影協會的展覽獎牌。

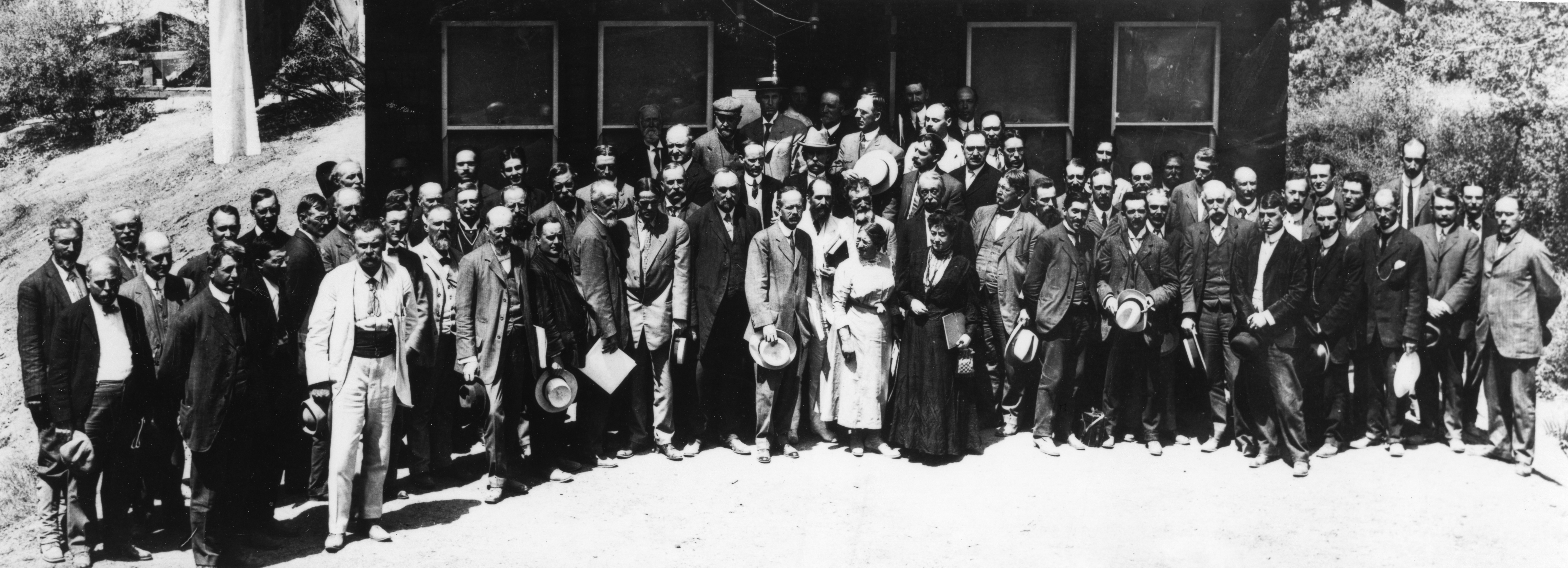
蘭普蘭於1910年在威爾遜山天文台舉行的太陽研究合作國際聯盟第四次會議上

## 榮譽
- 蘭普蘭於1915年獲選為美國文理科學院院士[10]。
- 蘭普蘭於1931年當選為美國哲學學會會士[11]。
- 小行星1767以他的名字命名[3]。
- 月球上的拉普蘭環形山以他的名字命名[12]。
- 火星上的拉普蘭隕石坑也以他的名字命名[13]。
- 他的出生日期是火星至日曆的起點[14]。

## 延伸閱讀
- Slipher, Earl C. (1962) The Photographic Story of Mars (Cambridge Massachusetts: Sky Publishing)
- Croswell, Ken (1997) Planet Quest: The Epic Discovery of Alien Solar Systems (New York: The Free Press) ISBN 978-0684832524
- Hughes, Stefan  (2012) Catchers of the Light: The Forgotten Lives of the Men and Women Who First Photographed the Heavens (ArtDeCiel Publishing) ISBN 978-1620509616. OCLC 826821840
- Littman, Mark (1990) Planets Beyond: Discovering the Outer Solar System (New York: Wiley) ISBN 978-0471510536
- Schilling, Govert (2009) The Hunt for Planet X: New Worlds and the Fate of Pluto (New York: Springer) ISBN 978-0387778044

## 外部連結
- Lampland photographs of Mars